# Тышкевич, Михаил Станиславович
Граф Михаил Станиславович Тышкевич (пол. Michał Tyszkiewicz; 20 апреля 1857 года, Андрушовка, Киевская губерния — 3 августа 1930 года, с. Жидово) — граф, украинский дипломат и политический деятель УНР, публицист, историк и меценат.

## Биография
Родился 20 апреля 1857 года в селе Андрушевка Липовецкого уезда на Киевщине, в семье маршалка Уманского уезда Станислава-Тадеуша Тышкевича. Происходил из полонизированного украинского шляхетского рода, что ведёт свои корни от киевского боярина XV века Каленика Мышковича.
Юношей он жил в Варшаве (где получил начальное образование) и Вильно, увлёкся там живописью, с серебряной медалью окончил Академию художеств в Петербурге и дальше учился на Западе. В возрасте 17 лет вернулся в имение и посвятил себя хозяйству и общественной работе среди крестьян. Одновременно отдался политике, публицистике и филантропии. Записался добровольцем в армии и в 1879—1880 годах служил в Финляндии. В 1888 году основал фонд, т. н. Михайлову премию для Общества «Просвита» во Львове за лучшее литературное произведение по истории Украины, будучи поляком, яростно отстаивал всё украинское, помогал украинским и польским художникам и писателям, предоставлял средства для медицинской помощи населению, воспитания молодёжи, приобретение книг, журналов, на строительство церквей. Имел сахарные заводы в округе Андрушевки, на которых работали преимущественно поляки. Рисовал он и картины, подписывая их псевдонимом «Маляр Каленик», организовывал выставки и иногда участвовал в них сам. Писал он и брошюры и статьи об Украине и украинской культуре на французском языке.
По случаю 100-летнего юбилея Тараса Шевченко (1914) дал 20000 руб. в качестве благотворительности Украинскому Научному Обществу в Киеве (был его почётным членом). В 1906 году основал Католический союз и Союз знати и помещиков в Киеве (в 1917 году стал председателем этого союза). В 1907 году основал киевское Общество мировых судей. В этом же году был избран кандидатом российского Государственного совета, основал Киевское общество сторонников мира, а также отдел украиноведения при университетской библиотеке в Лёвене (Бельгия). Автор многочисленных статей и исследований по истории украинской литературы и искусства, которые публиковались в швейцарских, английских, французских журналах. В 1914 году основал несколько обществ (Związek Katolicki, Союз землевладельцев, Partia Krajowa), в которых поддерживал украинские традиции; отстаивал права украинцев, печатался в российских и польских газетах.
Во время Первой мировой войне жил в Лозанне (Швейцарии) и там развил оживлённую деятельность в украинском вопросе: писал статьи в западной прессе, вёл переписку с влиятельными политиками и государственными деятелями Антанты, пропагандировал идеи украинской самостоятельности, помогал еженедельнику «L’Ukraine» (ред. Владимир Степанковский); был председателем Украино-Литовского Общества и привёл к учреждению информационного общества «Ucraina».
Революционные события он воспринял, как ни странно с энтузиазмом, тем более у него вскоре появилась возможность воплотить в жизнь свои националистические идеи. В феврале 1919 года принял предложение Правительства Украинской Народной Республики, которое возглавил Симон Петлюра, стать послом в Ватикане и, 22 августа 1919 года главой Украинской миссии на Парижской мирной конференции при Григории Сидоренко. Но увидев, что красивые идеи нового правительства, воплощённые в жизнь, зачастую принимают весьма жестокие и уродливые формы вышел из миссии и вследствие разногласий с Правительством УНР был вынужден уехать в Польшу. С 1920 года жил в имении своего сына в селе Жидово Познанского воеводства (Польша), где и умер.
Тышкевич был издателем «Documents reiatifs a l’Histoire de l’Ukraine (1569—1764)», и II. «Cartes de l’Ukraine» (1919), «Ukraine face au Congrès» (1919), «Отрывки из воспоминаний» (ЛНВ, 1928, 1929).

## Родословная и имение[2]
Младший сын Станислава-Тадеуша Тышкевича (1829—1872), сына Генриха-Винсента Тышкевича (1792—1854), хозяина соседнего села Очеретня, Михаил Станиславович, после смерти отца наследовал Андрушевское имение, однако другие братья (Генрих и Бенедикт) имели права каждый по трети отцовского наследства, которое включало 920 гектаров земли. Он женился 24 сентября 1884 года на Софье Хелмицкой. Старший их сын, Ержи (1886-1956г) родился в здесь, в Андрушевке, а после революции уехал в Польшу, куда позже забрал отца. Младший же сын Михаила, Станислав стал монахом-иезуитом и большую часть жизни провёл в Ватикане.
Михаил сразу после свадьбы перестроил старое имение, добавив к нему две постройки в западной части здания. Перестроил он и основное здание. Он переделал старую часть дома в уникальный овальный парадный зал, который назвали Гобеленовой комнатой, так как стены были украшены богатыми гобеленами. Восточная часть зала переходила в прямоугольный объем, который использовался под биллиардную. В западных постройках размещались столовая, спальни и гостиная. Также имелась библиотекой со множеством редких книг и большой коллекцией живописи. Тут же были вывешены семейные портреты.
Имение было расположено в середине парка, с балкона открывался прекрасный вид на пруд. Рядом был расположен богатейший плодовый сад.
Дом перешёл в собственность колхоза. Здесь были административные конторы и склад. Здание не ремонтировалось, ветшало, и с 1960 года его перестали эксплуатировать, дом опустел. Во вполне сохранном состоянии имение находилось почти до середины 1990-х годов, однако местные жители с молчаливого согласия сельской администрации начали его растаскивать буквально по кирпичикам, быстро превратив дом в руины. А ведь здание охраняется государством, как памятник истории, до недавнего времени на фасаде имелась соответствующая вывеска-бляха. Можно ставить под сомнение заслуги бывших хозяев, но художественная ценность самого архитектурного сооружения бесспорна.
А ещё десять лет назад в селе были развалины ещё одного уникального архитектурного памятника — трехсотлетней деревянной церкви. Буквально пару лет назад её разобрали по указанию священника из соседнего села, увидеть её можно только на фотографии.